# M50 Ontos
El Ontos, oficialmente llamado Cañón sin Retroceso, Múltiple, 106 mm, Autopropulsado, M50, fue un cazacarros estadounidense ligeramente blindado desarrollado en la década de 1950. Llevaba seis cañones sin retroceso M40 de 105 mm como armamento principal, que podían dispararse en rápida sucesión contra un blanco para garantizar su destrucción.
Originalmente concebido como un cazacarros rápido, fue empleado por los Marines y estos reportaron excelentes resultados al emplearlo para fuego de apoyo a la Infantería durante la Guerra de Vietnam. Su movilidad y potencia de fuego fueron probadas en numerosas batallas y robos.[cita requerida] Producido en cantidades limitadas y principalmente desgastado hacia el final del conflicto, el Ontos fue retirado de servicio en 1969.

## Desarrollo
El proyecto Ontos ("ser", en griego) fue creado para ser un cazacarros aerotransportable capaz de ser trasportado por los aviones de carga de la década de 1950. Esto limitó su peso entre 10 y 20 toneladas, además de tener que utilizar el motor de 6 cilindros que en aquel entonces era ampliamente utilizado en los camiones GMC del Ejército. La Allis-Chalmers obtuvo un contrato para 297 unidades el 12 de agosto de 1955.
El primer vehículo de la Allis-Chalmers, terminado en 1952, estaba basado en el tren de rodaje del cazacarros ligero M56 Scorpion. El vehículo tenía una torreta de acero moldeado con dos brazos que sostenían tres cañones sin retroceso cada uno. Este primigenio modelo podía girar la torreta solo unos 15 grados. Un segundo prototipo empleaba un nuevo sistema de suspensión que incluía nuevas orugas, así como una nueva torreta con 40 grados de rotación. Debido al espacio limitado, solamente se podían transportar 18 proyectiles para los cañones principales dentro del vehículo. Cuatro de los cañones sin retroceso también tenían acoplados cañones de telemetría de 12,7 mm, que disparaban una bala con la misma trayectoria que el proyectil de 105 mm, la cual producía una nubecilla de humo al impactar. Los cañones de telemetría eran empleados para alinear los cañones sin retroceso de 105 mm con el blanco. Además llevaba una ametralladora Browning M1919A4 de 7,62 mm para emplearse contra la Infantería.
El vehículo fue llevado al Terreno de Pruebas de Aberdeen, donde se probaron los cañones de forma individual. Cuando todos los seis cañones eran disparados al mismo tiempo, los gases del disparo evacuados derribaron ladrillos de un edificio cercano y rompieron las ventanas traseras de varios automóviles. El prototipo y su etapa de pruebas estuvieron terminados hacia 1955, a tal punto que el Ejército canceló su pedido. Como vehículo antitanque, el Ontos tenía varios problemas, inclusive una pequeña cantidad de munición, un perfil muy alto para un vehículo tan pequeño y la necesidad de los tripulantes de salir de éste para recargar los cañones, exponiéndolos al fuego enemigo. A pesar de que el Ejército canceló su pedido, el Cuerpo de Marines estaba desesperado por obtener cualquier vehículo antitanque y ordenó 297. La producción se llevó a cabo desde 1955 hasta 1957. El primer vehículo fue aceptado por el Cuerpo de Marines el 31 de octubre de 1956.[cita requerida]

### Variantes y actualizaciones
También se estudiaron diversas variantes. El Vehículo Utilitario, Orugas, Infantería, T55 era un transporte blindado de personal ligero, pero solo se construyeron dos versiones del prototipo. Demostró ser poco práctico debido al limitado espacio interior, transportando solo cinco soldados y obligando al conductor a ir echado. También se construyó una versión "alargada" conocida como  Vehículo Utilitario, Orugas, Infantería, T56 y a pesar de transportar ocho soldados, sus equipos debían ir en el exterior. Ninguna fue considerada muy útil.
En 1960 se hizo un breve estudio para reemplazar los cañones sin retroceso de 105 mm del Ontos con un nuevo diseño del mismo calibre que incluía un sistema de recarga similar al de un revólver. Este proyecto no fue aceptado.
Otra actualización propuesta fue reemplazar el motor GMC con un nuevo motor Chrysler 361 V8 de 361 in³. Esta actualización fue implementada y la variante fue llamada Cañón sin Retroceso, Múltiple, 106 mm, Autopropulsado, M50A1. Sin embargo, de los 297 vehículos inicialmente aceptados por los Marines, solo 176 fueron convertidos a este estándar entre 1963 y 1965.

## Historial de combate
Aunque el M50 fue diseñado como un cazacarros, el Ejército norvietnamita desplegó pocos tanques. Fue más utilizado para apoyar a la Infantería con fuego directo en combate, un papel que nunca fue enfatizado en el entrenamiento o la doctrina. Al igual que el transporte blindado de personal M113 del Ejército, su ligero blindaje era eficaz contra armas ligeras pero vulnerable ante minas y cohetes antitanque. En consecuencia, varios Ontos fueron desplegados en posiciones defensivas estáticas.
El Ontos era especialmente apreciado por sus tripulantes, así como alabado por sus comandantes.[cita requerida] Su peso relativamente ligero hacía que los M50 puedan moverse sobre terrenos donde los tanques se atascaban. El Ontos, con su baja presión sobre el suelo, podía arrastrar troncos hasta los tanques atascados para desatascarlos. En otra operación, el Ontos fue el único vehículo sobre orugas lo suficientemente ligero para cruzar un puente de pontones. En la Batalla de Hue, el comandante regimental Coronel Stanley Hughes dijo que el Ontos fue el arma de apoyo más efectiva de todas las que tenían los Marines.[cita requerida] Su movilidad lo hizo menos vulnerable que los tanques, que tuvieron muchas bajas, mientras que a distancias de 270 a 460 m (300 a 500 yardas), sus cañones sin retroceso podían abrir agujeros en las paredes e incluso derribarlas. La apariencia del Ontos a veces fue suficiente para hacer que el enemigo se retire, con anécdotas que narran como el enemigo huía de los edificios ocupados cuando una bala telemétrica del Ontos entraba por una ventana.[cita requerida] En la Operación DeSoto, la introducción del gran helicóptero CH-53 Sea Stallion hizo posible transportar un pelotón a 40 km (25 millas) al sur de Ciudad Quan Ngai llevando a los Ontos colgando de eslingas bajo el fuselaje.
Las unidades equipadas con Ontos fueron desactivadas en mayo de 1969, con algunos vehículos siendo cedidos a una brigada de Infantería Ligera del Ejército. Esta los empleó hasta que se agotaron las piezas de repuesto, retirándoles las torretas y empleándolos como fortificaciones fijas. Tanto éstos como los demás vehículos que regresaron de Vietnam en 1970, fueron desmantelados como chatarra y algunos chasis se vendieron como vehículos de construcción.[cita requerida]
El Ontos fue empleado como arma antitanque durante la intervención estadounidense en la Guerra civil dominicana. El 29 de abril de 1965, un M50 Ontos y un M48 Patton del 6th MEU se enfrentaron a dos tanques ligeros L/60L, cada uno destruyendo uno. En otra ocasión, un Ontos destruyó un AMX-13.

## Ejemplares sobrevivientes
Hay Ontos expuestos en:

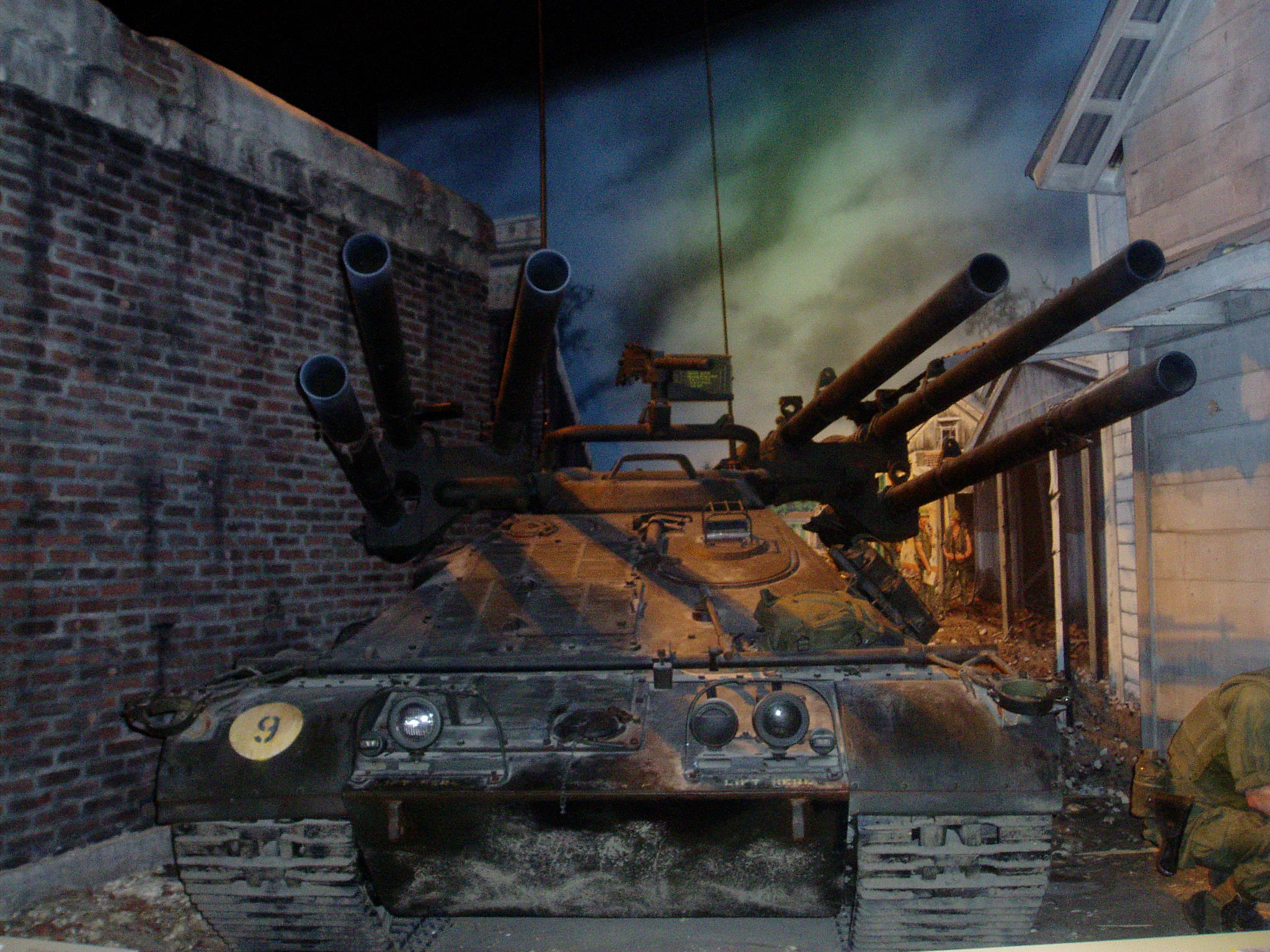
El M50 Ontos del Museo Nacional del Cuerpo de Marines.

- El Museo Patton de Caballería y Blindados en Fort Knox, Kentucky.[4]
- El Museo del Arsenal de Rock Island en Rock Island, Illinois.
- Camp Atterbury, Edinburgh, Indiana.
- El American Heritage Park de El Monte, California.
- El Museo del Terreno de Pruebas de Aberdeen en Aberdeen, Maryland tiene un T165E2, el 19º prototipo, aunque no está actualmente expuesto. El vehículo está siendo restaurado.
- Fred Ropkey, dueño del Museo de tanques Ropkey en Crawfordsville, Indiana, tiene el primer prototipo T165, un Ontos de serie y piezas de otro.
- El Museo Nacional del Cuerpo de Marines en Quantico, Virginia, ha terminado de restaurar un M50A1 Ontos.
- El Museo del Cuerpo de Marines de los Estados Unidos de las Carolinas en Jacksonville, Carolina del Norte, tiene un M50A1 operativo que no está expuesto al público.
- Hay un M50A1 Ontos expuesto al aire libre en la Base Aeronaval de China Lake, California.[5]
- El Centro de Combate Aire-Tierra del Cuerpo de Marines de Twentynine Palms tiene un M50A1 Ontos expuesto en el exterior.
- La Fundación de Tecnología de Vehículos Militares de Portola Valley, California, tiene un prototipo T165E1 con el motor GM 302ci original y que actualmente está siendo restaurado, así como un prototipo T165E2 Ontos.
- El Museo de Artillería del Ejército de Estados Unidos en Fort Sill, Oklahoma.
- El Museo de los Guerreros Olvidados en Marysville, California.[6]
- El Museo del Cuerpo de Marines Mecanizado, en la Base del Cuerpo de Marines de Camp Pendleton, CA (M50A1, veterano de la Batalla de Hue).[7]

## Vehículos similares
- Cañón sin retroceso autopropulsado Tipo 60 106 mm